# Трайко Калайджиев
Трайко (Трайчо) Калайджиев е български свещеник и революционер, деец на Вътрешната македоно-одринска революционна организация.

## Биография
Роден е в 1860 година в град Щип, тогава в Османската империя. Дълги години работи като учител. Присъединява се към ВМОРО. Преподава в Щипската българска прогимназия, където привлича към ВМОРО Тодор Камчев, Тодор Лазаров и Христо Попкоцев. По-късно е екзархийски архиерейски наместник в Енидже Вардар. На 29 юни 1910 година е арестуван по подозрение в революционна дейност.
В началото на месец септември Трайко Калайджиев е в Солун и споделя с д-р Христо Тенчов и аптекаря Петър Бояджиев, че положението му е много опасно и е заплашван с убийство. Причината за заканите на енидже-вардарските младотурци била, че той изкарал наяве пред вилаетското управление злоупотребите и произволите на бившия енидже-вардарски каймакамин и жандармерийския коджабашия, които затова били отчислени и дадени под съд. Трайко Калайджиев молил Екзархията да го премести.
По-късно през септември е арестуван и на 19 септември, според една версия, е открит застрелян с револвер в затвора, като официалната версия на властите е самоубийство. По този повод свещеник Тома Николов пише, че градския свещеник му съобщил следното за отец Калайджиев: „Когато бил арестуван, бил подложен на нечовешки мъчения, от които се умопобъркал. В това състояние именно, без да може да изтърпи до край, посочил свещениците и някои от първенците граждани като съучастници в това движение. Като се посъвзел, разбрал, че извършил едно предателство, както бил сам в стаята на охраната под строго наблюдение, посегнал на живота си с един револвер, който бил окачен на стената“.
Според други сведения обаче бил повикан в конака, където бил подложен на ужасен бой, вследствие на който не можел да се държи на крака и го отнесли в дома му с черга. В къщата му бил направен обиск под предлог, че там били намерени пушка и бомба. След обиска бил отнесен по същия начин в жандармерийския участък, а на другия ден трупът му бил намерен на улицата близо до участъка и погребан от няколко съграждани.
Синът му Трайко Траев Калайджиев, по време на българското управление на Вардарска Македония през Втората световна война, е български кмет на Джумайлия (1 ноември 1941 – 4 декември 1942), Соколарци (3 февруари 1944 – 9 септември 1944) и Гърлене (21 април 1943 – 9 септември 1944).